# フジヤマの金3
フジヤマの金3（-きんさん）とは、静岡県内でNHK総合で放送されていたミニ情報番組。
タイトルの由来は「フジヤマTVの神門光太朗が、金曜日に3分間放送する番組」。「きんさん」というタイトル名から、オープニングCGや神門の衣装などは、遠山の金さんを意識したつくりになっている。なお、本番組では神門は「金3」（きんさん）として登場する。
視聴者から寄せられた放送に関する疑問を取り上げる。初回は2009年4月24日放送。神門の名古屋局異動に伴い、2010年7月30日に放送を終了した。

## 放送時間
- 金曜日19:55〜19:58（JST）

不定期放送である。放送がない場合は金とく又はフジヤマTVのプレ番組を放送していた。
東京制作の特別番組や金とくなどが19:30から放送される場合は放送されなかった。その為番組改編等で特別番組が続く場合は、公式サイトも放送未定になることがあった。
放送回によって公式サイトでは放送が告知されていても、電子番組ガイドでは数日前まで表示されていないことがあった。
番組終了後は従来どおり金とく又はフジヤマTVのプレ番組を放送していたが、2010年11月12日から次番組にしずメン☆しずジョ（不定期）が放送されることになった。当初2010年10月15日に放送予定であったが変更となった。

## 番組の特徴
- 視聴者から寄せられた放送に関する疑問を神門が取り上げ、調査する。
- 番組のつくりは「視聴者からの疑問に対する調査解明」という基本線は守りつつ、神門のキャラクターを十分に活かしている。全国番組を返上してのスペシャル枠（後述）も設けられるなど、NHKのローカル制作としては「意欲的な番組」ともいえる。
- インターネットを通した番組本編（直近の放送）の配信が行われていた。過去の番組内容は番組ホームページ（現在は閉鎖）で閲覧できた。NHK静岡放送局において番組本編の配信を行うのは初めてである。第3回放送（2009年5月29日）において「全国、全世界から、何度でも視聴可能」とアピールしている。
- 低予算番組のためか宛先などはスケッチブックに神門自ら手書きしている。

## 備考
- 収録はNHK静岡放送局第一スタジオにて行われる。
- 番組の開始当初は毎回のように細部の変更が行われていた。(例：番組冒頭のテロップの出し方・終了時の番組ロゴ表示など)
- NHK静岡放送局製作の通常番組で唯一、ステレオ放送を実施している。

## 放送日程

### 通常放送
| 放送回 | 放送日         | 放送テーマ                                         |
| ------ | -------------- | -------------------------------------------------- |
| 第1回  | 2009年4月24日  | お天気カメラってナニ？                             |
| 第2回  | 2009年5月22日  | 番組公開ライブラリーってナニ？                     |
| 第3回  | 2009年5月29日  | JOPKって、ナニ！？                                 |
| 第4回  | 2009年6月5日   | NHK静岡、どこまで入れる？                          |
| 第5回  | 2009年6月26日  | 交通情報の裏側を見たい！                           |
| 第6回  | 2009年7月17日  | イベント情報を教えて！                             |
| 第7回  | 2009年7月31日  | ”みーつけた”のみつけ方                             |
| 第8回  | 2009年9月4日   | 地震発生時の映像、どうやって収録？                 |
| 第9回  | 2009年9月11日  | しずくんはどうやって生まれたの？                   |
| 第10回 | 2009年10月23日 | スタジオはどうなってるの！？                       |
| 第11回 | 2009年10月30日 | 地デジTVは壊れてる？                               |
| 第12回 | 2009年12月11日 | データ放送は､どのくらいの頻度で更新しているの？    |
| 第13回 | 2010年1月15日  | NHKのこの車はナニ？                                |
| 第14回 | 2010年1月29日  | 粟ヶ岳の鉄塔の役割は？                             |
| 第15回 | 2010年4月9日   | スタジオセットは､誰が作っているの？                |
| 第16回 | 2010年4月16日  | NHKヘリコプターの秘密                              |
| 第17回 | 2010年5月14日  | ステレオ放送って、ナニ？                           |
| 第19回 | 2010年7月16日  | スペシャル（フジヤマの金サマー）の告知、お便り紹介 |
| 第20回 | 2010年7月23日  | 気象台ではどのように観測しているの？               |
| 第21回 | 2010年7月30日  | 最終回、金3の旅立つ先の発表                        |

#### 各回に関する備考
- 第5回は番組初の局外収録であった。
- 2010年5月21日に第18回の放送が予定されていたが、NHKニュース7の放送が3分延長されたため、番組は休止された。[2]
- 第19回は通常放送分では初めてとなる生放送であった。
- 最終回は静岡局の屋上で収録が行われた。

### 特別版
「静岡局メールマガジン スタート！」版
2009年夏に放送された30秒のCM。
静岡放送局のメールマガジン「しずくん通信」の開始を告知するもので、フジヤマの金3のスタイルで製作。
但しテロップはたっぷり静岡などで2009年当時使われていた青を基調としたニュース用であった。
「フジヤマの金3スペシャル」（副題：フジヤマの金35）
2010年4月2日深夜（4月3日未明）0:20〜0:55に静岡ローカルで「眠い目こすって」生放送された。
番組内において「フジヤマTVの神門光太朗が、金曜日に35分間放送する番組」として「フジヤマの金35」と名付けられた。
通常放送と同様、視聴者からの疑問・質問に答えたほか、過去放送分のダイジェスト（以上はVTR）、生放送中に視聴者からのメッセージを受け付けて読み上げる、お天気カメラを使った生視聴率調査（反応がないように見えたが、後日確認の結果浜松支局の映像で反応があったことが判明。）などの特別番組オリジナル企画が行われた。
「フジヤマの金3 生放送スペシャル」（副題：フジヤマの金サマー）
2010年7月16日22:25〜22:45に静岡ローカルで生放送された。
こちらは番組内において「夏に放送する生放送」のため「フジヤマの金サマー」と名付けられた。
前回同様、視聴者からの放送に関する疑問質問に答え、お天気カメラを使った視聴率調査が行われた。
NHK静岡放送局・静岡県内民放共同制作の地上デジタル放送推進CMが流れた後、光部杏里キャスターが生出演し地デジ大使に関する質問に答えた。
番組最後に、金3から重大発表として2010年8月に旅立つ事が発表された。

## 出演者
- 神門光太朗 - NHK静岡放送局アナウンサー、金3として登場した。
- NHK静岡放送局職員 - 視聴者の質問に答えるスタッフが原則毎回登場した。
- 日本道路交通情報センター静岡センター職員 - 第5回にて視聴者の質問に答えた。
- 光部杏里 - NHK静岡放送局契約キャスター、地上デジタル放送推進大使としてフジヤマの金サマーにて視聴者の質問に答えた。
- 静岡地方気象台職員 - フジヤマの金サマーにて視聴者の疑問質問に答えた。